# Đầu máy Đường sắt Việt Nam lớp 141
Đầu máy lớp 141 là dòng đầu máy hơi nước khổ 1 mét (1.000mm) được sử dụng trên Đường sắt Việt Nam. Về mặt cơ học, chúng rất giống với các đầu máy lớp 231-500 của Việt Nam.

## Lịch sử

### Sản xuất và sử dụng
Các biến thể đầu tiên của đầu máy xe lửa lớp 141-1 được sản xuất bởi Société Alsacienne de Construction Mecaniques (SACM) ở Mulhouse từ năm 1947 đến năm 1950. Một đơn đặt hàng cho 27 (đơn đặt hàng bổ sung cho 17 đã giảm xuống còn 8 chiếc vào năm 1951) đầu máy được đặt cho các thuộc địa Đông Dương thuộc Pháp trước Hiệp định Genève phân chia hai miền Nam Bắc. Cả hai miền tiếp tục sử dụng Lớp 141 của Pháp vào những năm 1970.
Năm 1965, miền Bắc chế tạo hai đầu máy trong nước sử dụng mô hình và phụ tùng tháo rời của Pháp. Chúng được đặt biệt danh là lớp 'Tự Lực'. Động cơ được chế tạo bởi Nhà máy Gia Lâm tại Hà Nội. Đầu máy có một nồi hơi mang thể tích 4m3, phía sau là toa nhiên liệu có khả năng chứa 10 tấn than và 16m3 nước, đủ để kéo được 20 toa khách lưu thông đoạn đường dài khoảng 50 km. Nhiều đầu máy hơn đã được lên kế hoạch, nhưng sự leo thang của Chiến tranh Việt Nam buộc hoạt động sản xuất phải chuyển sang Trung Quốc. Phiên bản đầu máy xe lửa của Trung Quốc, lớp Zi Li  là một bản sao gần như giống hệt đầu máy của Pháp và Việt Nam, nhưng nhẹ hơn một chút.
Ngày 31/12/1976, đầu máy Tự Tực 141-158 đã kéo đoàn tàu đầu tiên khai thông tuyến đường sắt Bắc Nam. Trong giai đoạn sau đó, 141-158 cùng các đầu máy hơi nước tương tự hoạt động chủ yếu ở miền Bắc. Từ năm 1996, các đầu máy hơi nước ngừng hoạt động trên các tuyến đường trường, chỉ chở khách du lịch theo yêu cầu và phục vụ vận chuyển nội bộ trong ga với thời lượng thấp. Đến năm 2003, toàn bộ đầu máy hơi nước của Việt Nam chính thức dừng hoạt động.

### Khôi phục
Dự án khôi phục có từ năm 2004, xong vì nhiều nguyên nhân, trong đó có lý do không thống nhất được kinh phí nên mãi cuối năm 2009, đầu máy hơi nước Tự lực 141-190 (là loại đầu máy chạy bằng hơi nước, đốt than, được sản xuất vào năm 1966 ở Trung Quốc và đưa về hoạt động tại tuyến đường sắt Hà Nội – Hải Phòng) mới được đưa vào công ty để phục hồi.
Hai đầu máy hơi nước 141-190, 141-165 và 141-159 do Công ty TNHH dịch vụ du lịch Đông Dương đặt hàng để phục vụ du lịch. Lúc đầu, một đơn vị ở miền Bắc nhận làm nhưng dự án bị dừng giữa chừng nên Công ty Đông Dương đã ký hợp đồng và đưa toàn bộ phụ tùng đầu máy 141- 190 vào Xe lửa Dĩ An. 
Đến tháng 11/2014, chiếc đầu máy hơi nước 141-190 đã có thể chạy thử nội bộ. Chiếc đầu máy thứ 2 số hiệu 141-165, năm 2015 cũng bắt đầu được khôi phục và đã hoàn thành vào đầu năm 2018. Đầu máy 141-159 vẫn trong quá trình khôi phục.
Các đầu máy đã hoàn thành đúng theo quy trình hạn độ sửa chữa đầu máy hơi nước. Đơn vị thi công và công ty đặt hàng cũng đã tổ chức chạy thử từ Dĩ An (Bình Dương) đi Long Khánh (Đồng Nai), quãng đường 63 km với tốc độ cao nhất hơn 60 km/h, leo dốc Dầu Giây 16% đạt yêu cầu kỹ thuật được Cục Đăng kiểm Việt Nam cấp giấy phép.

## Hiện vật được trưng bày
| Số hiệu | Nơi trưng bày       |
| ------- | ------------------- |
| 141-122 | nhà máy Ga Gia Lâm  |
| 141-158 | Ga Sài Gòn          |
| 141-159 | Nhà máy Dĩ An       |
| 141-165 | Nhà máy Dĩ An       |
| 141-179 | Bảo tàng Hà Nội     |
| 141-182 | Nhà máy Dĩ An       |
| 141-190 | Nhà máy Dĩ An       |
| 141-202 | Euro Garden Cau Dat |
| 141-206 | Ga Đà Nẵng          |
| 141-551 | Ga Phnôm Pênh       |

## Hình ảnh

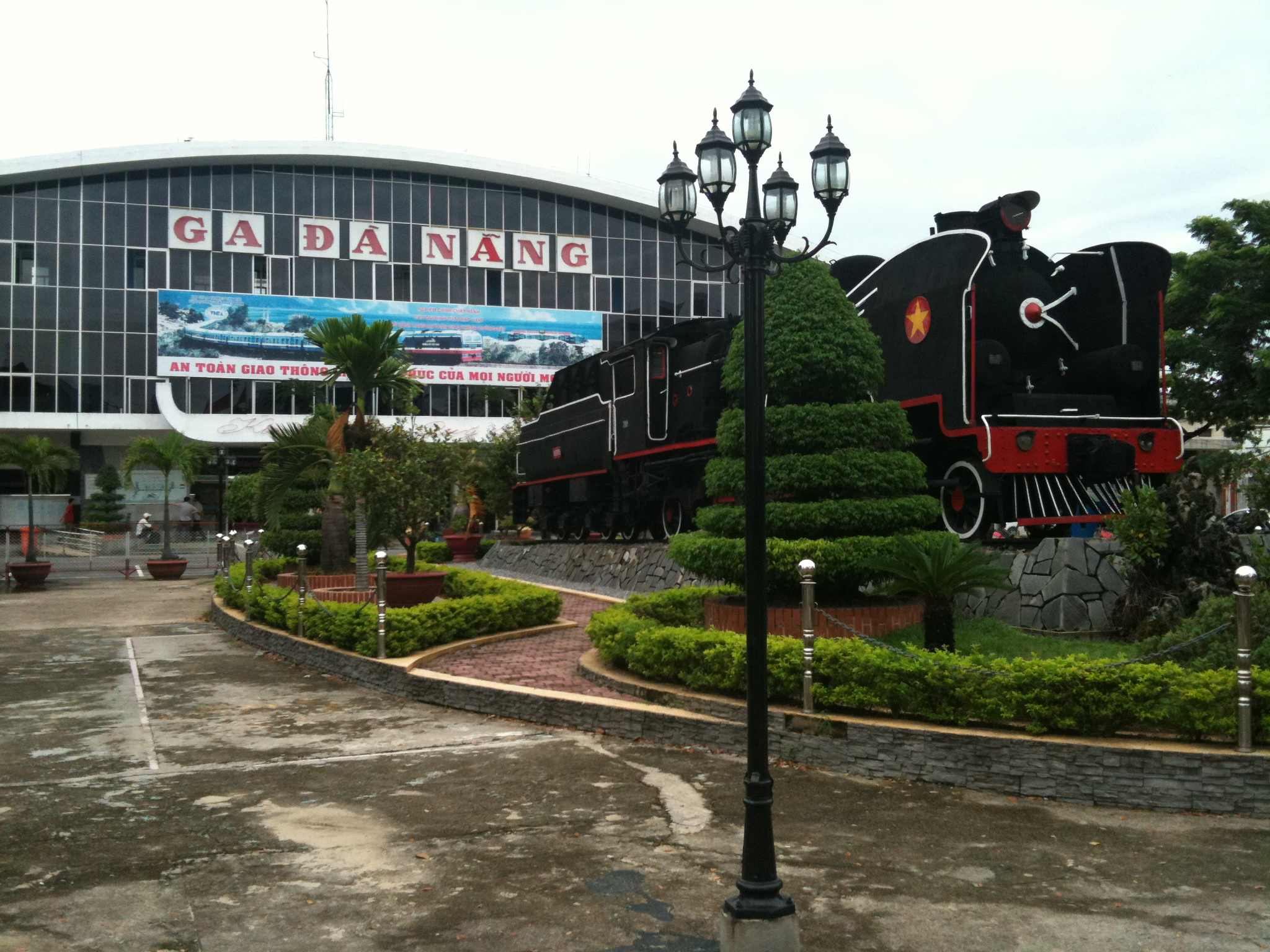
Đầu máy lớp 141 được trưng bày tại ga Đà Nẵng